# Carl Bock (Politiker)
Carl Bock, auch Karl Bock (* 1882 oder 1883; † 26. Mai 1931), war ein deutscher Gewerkschafter und Politiker (USPD, SPD).

## Leben
Bock war während der Novemberrevolution 1918 Mitglied im Magdeburger Arbeiter- und Soldatenrat. Als Beauftragter des Rats war er dem Kommandierenden General des IV. Armeekorps beigeordnet, wobei sich jedoch bald ein Konflikt ergab. Am 16. Mai 1919 wählten ihn die Magdeburger Metallarbeiter zum Verbandsangestellten. Von 1921 bis 1924 gehörte er, zunächst für die USPD, ab 1922 für die SPD dem Preußischen Landtag an. Mit dem 30. Juni 1922 wurde er vom Hauptvorstand des Metallarbeiterverbandes als Revisor nach Stuttgart entsandt. Diese Funktion versah er bis 1924.
Er wurde dann Gastwirt und später Milchhändler, bis er krankheitsbedingt seine Arbeitstätigkeit aufgeben musste. Er verstarb 1931 mit 48 Jahren an Lungentuberkulose. Die Trauerfeier zur Einäscherung fand am 29. Mai 1931 auf dem Magdeburger Westfriedhof statt.